# Мерабишвили, Мераб Константинович
Мераб Константинович Мерабишвили (6 июня 1931 года, Тифлис, ГрССР, СССР — 11 января 2022) — советский и грузинский скульптор, академик Академии художеств СССР (1988), почётный зарубежный член Российской академии художеств. Народный художник Грузинской ССР (1980). Действительный член НАН Грузии (1996).

## Биография
Родился 6 июня 1931 года в Тифлисе. Сын скульптора К. М. Мерабишвили.
В 1955 году окончил Тбилисскую государственную академию художеств.
С 1961 года преподавалт в Тбилисской государственной академии художеств.
В 1988 году избран академиком Академии художеств СССР.
В 1978 году присвоено учёное звание профессора.
Мераб Константинович Мерабишвили умер 11 января 2022 года. Похоронен в Тбилиси (рядом с могилой отца).

## Творчество
Памятники:
- А. С. Грибоедову (г. Тбилиси, 1961);
- В. И. Ленину (г. Зеленоград Московской области, 1969);
- Ираклию II (г. Телави, 1971);
- Георгию Димитрову (Москва, совм. с К. М. Мерабишвили, 1972);
- П. И. Багратиону (Тбилиси, 1982), и похожий памятник П. И. Багратиону в Москве (1999);
- В. И. Векслеру (г. Дубна Московской области, 2012)[3]

Портреты:
- Н. Николадзе (1960);
- Д. Чичинадзе (1972);
- «Грузинка» (1977).

## Награды
- Заслуженный художник Грузинской ССР
- Золотая медаль Георгия Димитрова (Народная республика Болгария, 1972)
- Народный художник Грузинской ССР (1980)
- Орден Чести (2001)[4]
- Почётный гражданин Тбилиси (2002)